# Radbod
Radbod, Radboud eller Redbad (norrønt: Ráðbarðr) (død 719) var konge (eller hertug) i Frisland fra ca. 680 til sin død. Han er ofte betragtet som den sidste uafhængige hersker i Frisland før frankisk dominans. Han besejrede Karl Martell i Köln. Til sidst sejrede Karl  og tvang friserne til at adlyde sig. Radbod døde i 719, men hans efterfølgere kæmpede i flere år mod den frankiske magt.

## Titel
Hvad den præcise titel var på de frisiske herskere er afhængig af kilden. Frankiske kilder har en tendens til at kalde dem hertuger; andre kilder kalder dem ofte konger. Som germanske hedninge er det sandsynligt, at de ville have være blevet kaldt konger af deres tilhængere, mens kristne som frankerne, som havde arvet den latinske litterære tradition, ville kalde dem hertuger.

## Opvækst, og forhold til Norden
Det er sagt, at han i sin ungdom i lighed med sin senere efterfølger Radbod II tilbragte en del af sin opvækst ved det danske hof, men hvilket dansk hof eller konge, der var tale om, nævnes ikke. Mindst fem nordiske kilder (kvad, sagaer og slægtslister) nævner Ráðbarðr. De fire nævner intet om Ráðbarðrs herkomst eller geografiske tilhørsforhold, mens en femte omtaler ham som konge af Gardarige (Rusland), et rige som dog ikke fandtes på Radbods tid. At der i det 8. århundrede var særdeles nære forbindelser mellem de frisiske og danske fyrsteslægter er vel dokumenteret.

## Levned
Mens hans forgænger, Aldgisl, havde budt kristendommen velkommen i sit rige, forsøgte Radbod at udrydde religionen og befri friserne fra underkastelse under det merovingiske rige styret af frankerne. I 689 blev Radbod  besejret af Pipin af Herstal i slaget ved Dorestad og tvunget til at afstå det vestlige Frisland (Frisia Citerior, oversat: Nære Frisland, området fra Schelde til Vlie) til frankerne.
Mellem 690 og 692 faldt Utrecht i hænderne på Pipin af Herstal. Det gav frankerne kontrol over vigtige handelsruter på Rhinen til Vesterhavet. Nogle kilder siger, at efter dette nederlag trak Radbod sig i 697 tilbage til øen Helgoland. Andre siger han trak sig tilbage til den del af Nederlandene, der stadig er kendt som Friesland.
Omkring dette tidspunkt blev et ærkebispedømme eller bispedømme for friserne grundlagt af Sankt Willibrord, og et ægteskab blev indgået i 711 mellem Grimoald den Yngre, den ældste søn af Pippin, og Thiadsvind, datter af Radbod.
Da Pippin døde i 714, tog Radbod initiativet igen. Han tvang Sankt Willibrord og hans munke til at flygte og nåede så langt som til Köln, hvor han  besejrede Karl Martell, Pippins søn i 716. Til sidst sejrede Karl imidlertid og tvang friserne til underkastelse. Radbod døde i 719, men hans efterfølgere kæmpede i flere år mod den frankiske magt.
Hvor magtfuld kong Radbod var i slutningen af sit liv ses af, at nyheden, om at han var ved at samle en hær, fyldte Frankrig med frygt og bæven.
Under Bonifatius' anden rejse til Rom forsøgte Wulfram (eller Vulfran), en munk og tidligere ærkebiskop af Sens, at omvende Radbod, men da det ikke lykkedes, vendte han tilbage til Fontenelle. Det siges, at Radbod næsten blev døbt, men fortrød, da han fik at vide, at han ikke ville finde nogen af sine forfædre i himmelen efter sin død. Han foretrak at leve i evighed i helvede med sine hedenske forfædre frem for at komme i himmelen med sine fjender, især frankerne. Denne legende er også fortalt, hvor Wulfram bliver erstattet med biskop Willibrord.
Willibrord prøvede at omvende Radbod under en karolinsk mission i Frisland med det udtrykkelige formål at omvende de hedenske frisere, der boede der i det håb, at frankerne kunne få kontrol med den vigtige handelsplads Dorestad.
Det vides, at efter Radbod var Poppo konge over friserne. At Poppo var søn af Radbod, er ikke utænkeligt, men ingen oplysninger foreligger herom.

## Familie og efterslægt
Kilderne til frisisk historie er ikke altid lige specifikke, og vi ved således ikke med bestemthed, om Radbod var søn af forgængeren Aldgisl, selv om det ofte ses som det mest sandsynlige.
I nyere dansk historieskrivning er det blevet overvejende almindeligt, at indentificere de nordiske kilders Ráðbarðr med Radbod af Frisland.
Radbods datter Thiadsvind må sammen med bl.a. tre brødre, hvoraf Aldgisl II (hvis da ikke Aldgisl II var en sønnesøn af Radbod) blev én af de senere konger/hertuger af Frisland, være børn af Radbods første ægteskab. Disse børn af 1. ægteskab kan være født omkring 670'erne. Senere i livet, nok omkring eller lidt før år 700, blev Radbod gift med Aud (Auðr), enke efter den sjællandske konge Rørek og datter af Skåne-, Daner- og Svearkongen Ivar Vidfadme, med hvem han fik sønnen Randver, samt vistnok også én eller flere døtre. Randver har tidvis været anset som et lidt besynderligt navn i den nordiske sagnhistorie, men erkendelsen af Randvers frisiske ophav giver måske en bedre forståelse af navnet.
Hos  Saxo finder vi omtale af en Regnald, der antydningsvis kunne være Radbods barnebarn.
Den navnkundige danske konge Gøtrik, der gjorde hærtogt til Frisland i 810, skulle ifølge en sen frisisk kilde (1400-tallet) være efterkommer af Radbod, hvilket i givet fald kan indikere, at Gøtrik nedstammer fra Randver. Gøtrik skulle have været "ivrig efter at generobre Frisland".
Endelig var Sankt Radbod biskop af Utrecht (efter år 900, død i 917) efterkommer af Radbod.

## Fodnoter
1. ↑  Hos én enkelt forfatter (P. Engelhardt) fremføres det sysnpunkt, vistnok bl.a. med baggrund i Saxo, at Randver i virkeligheden ikke var en søn af Radbod og Aud, men derimod en datter, og at navnet derfor retteligt har været Ranthvere. Det er da korrekt, at man med én bestemt tolkning af Saxo + et par nødvendige mellemregninger (Saxo nævner ikke navnet Randver i sit værk, hverken i mandlig eller kvindelig form), kan nå frem til et sådant resultat, men der er vist ikke andre forfattere, der har taget denne fortolkningsmodel op (C. Engholm nævner ganske kort teorien, men bruger den ikke i sine egne tolkninger).
2. ↑  Hos Saxo omtales en navnkundig kæmpe, Ubbe friser, der skulle være blevet gift med en dansk kongeætling, hvis navn ikke oplyses. Det kan ud af sammenhængen godt fortolkes sådan, at hun kunne være en datter af Radbod.[11][12]